# Adrian Simpson
Adrian P. Simpson (* 1962) ist ein britisch-deutscher Sprachwissenschaftler und Professor für Sprechwissenschaft. Er lehrt an der Friedrich-Schiller-Universität Jena.

## Leben
Simpson stammt aus England. Von 1981 bis 1985 studierte er an der University of York und schloss das Studium mit einem BA Hons. in Sprachwissenschaften ab. Von 1987 bis 1992 war er Lektor am Englischen Seminar der Eberhard Karls Universität Tübingen, seit 1991 auch Wissenschaftlicher Mitarbeiter am Seminar für natürlich-sprachliche Systeme.
1992 wurde Simpson zum DPhil. an der University of York promoviert. Von 1992 bis 2001 war er Wissenschaftlicher Assistent und ab 1998 akademischer Rat am Institut für Phonetik und digitale Sprachverarbeitung der Christian-Albrechts-Universität zu Kiel.
An derselben Universität habilitierte er sich im Jahre 1998. Im darauffolgenden Jahr vertrat Simpson den Lehrstuhl für Phonetik an der Universität des Saarlandes in Saarbrücken. Von 2001 bis 2003 war er als Vertreter der Professur für Sprechwissenschaft am Institut für Germanistische Sprachwissenschaft der Universität Jena tätig und übernahm diese Professur dann im Mai 2003 selbst.

## Schwerpunkte
Simpsons Schwerpunkte sind die phonetische Ausprägung des Geschlechts in der Sprache, Phonetik und Phonologie von Spontansprache sowie die Beziehung zwischen Phonetik und Phonologie.

## Veröffentlichungen (Auswahl)
- The Kiel corpus of read, spontaneous speech. Acoustic data base, processing tools and analysis results, Kiel 1997, Institut für Phonetik und Digitale Sprachverarbeitung
- Phonetische Datenbanken des Deutschen in der empirischen Sprachforschung und der phonologischen Theoriebildung, Kiel 1998, Institut für Phonetik und Digitale Sprachverarbeitung